# Rossmere
Circonscription électorale provinciale du Canada
Rossmere est une circonscription électorale provinciale du Manitoba (Canada). La circonscription est située dans le nord-est de la ville de Winnipeg.
Les circonscriptions limitrophes sont Radisson et Concordia au sud, Elmwood au sud-ouest, Kildonan-River East au nord-ouest,  Rivière-Rouge-Nord au nord-est et Springfield-Ritchot à l'est.

## Liste des députés
| Rossmere                                                   | Rossmere                                                   | Rossmere                                                   | Rossmere                                                   | Rossmere                                                   | Rossmere                                                   |
| Nom                                                        | Nom                                                        | Parti                                                      | Mandat                                                     | Législature                                                |                                                            |
| Circonscription issue de Brockenhead, Kildonan et Radisson | Circonscription issue de Brockenhead, Kildonan et Radisson | Circonscription issue de Brockenhead, Kildonan et Radisson | Circonscription issue de Brockenhead, Kildonan et Radisson | Circonscription issue de Brockenhead, Kildonan et Radisson | Circonscription issue de Brockenhead, Kildonan et Radisson |
| ---------------------------------------------------------- | ---------------------------------------------------------- | ---------------------------------------------------------- | ---------------------------------------------------------- | ---------------------------------------------------------- | ---------------------------------------------------------- |
|                                                            | Edward Schreyer                                            | Néo-démocrate                                              | 1969 - 1973                                                | 29e                                                        |                                                            |
|                                                            | Edward Schreyer                                            | Néo-démocrate                                              | 1973 - 1977                                                | 30e                                                        |                                                            |
|                                                            | Edward Schreyer                                            | Néo-démocrate                                              | 1977 - 1979                                                | 31e                                                        |                                                            |
|                                                            | Victor Schroeder                                           | Néo-démocrate                                              | 1979 - 1981                                                | 31e                                                        |                                                            |
|                                                            | Victor Schroeder                                           | Néo-démocrate                                              | 1981 - 1986                                                | 32e                                                        |                                                            |
|                                                            | Victor Schroeder                                           | Néo-démocrate                                              | 1986 - 1988                                                | 33e                                                        |                                                            |
|                                                            | Harold Neufeld                                             | Progressiste-conservateur                                  | 1988 - 1990                                                | 34e                                                        |                                                            |
|                                                            | Harold Neufeld                                             | Progressiste-conservateur                                  | 1990 - 1993                                                | 35e                                                        |                                                            |
|                                                            | Harry Schellenberg                                         | Néo-démocrate                                              | 1993 - 1995                                                | 35e                                                        |                                                            |
|                                                            | Vic Toews                                                  | Progressiste-conservateur                                  | 1995 - 1999                                                | 36e                                                        |                                                            |
|                                                            | Harry Schellenberg                                         | Néo-démocrate                                              | 1999 - 2003                                                | 37e                                                        |                                                            |
|                                                            | Harry Schellenberg                                         | Néo-démocrate                                              | 2003 - 2007                                                | 38e                                                        |                                                            |
|                                                            | Erna Braun                                                 | Néo-démocrate                                              | 2007 - 2011                                                | 39e                                                        |                                                            |
|                                                            | Erna Braun                                                 | Néo-démocrate                                              | 2011 - 2016                                                | 40e                                                        |                                                            |
|                                                            | Andrew Micklefield                                         | Progressiste-conservateur                                  | 2016 - 2019                                                | 41e                                                        |                                                            |
|                                                            | Andrew Micklefield                                         | Progressiste-conservateur                                  | 2019 - 2023                                                | 42e                                                        |                                                            |
|                                                            | Tracy Schmidt (en)                                         | Néo-démocrate                                              | 2023 - présent                                             | 43e                                                        |                                                            |